# Šibeník (Most)
Šibeník (též Šibeniční vrch, německy Galgenberg) je vrch s lesoparkovou úpravou a nadmořskou výškou 320 metrů, který se nachází v městě Most v Ústeckém kraji. Jeho západní strana těsně přiléhající k centru města je vymezena ulicí Jiřího z Poděbrad. Severovýchodní část je ohraničena ulicí Josefa Suka a na severní část parku končí ulicí Moskevská. Na jihu a jihovýchodě jej odděluje ulice Jana Palacha od sídliště zvaného lidově Vídrholec (označení pro osamělé, opuštěné, pusté, nehostinné, zpravidla větrné místo).

## Vývoj parku
Jméno návrší odkazuje, že ve středověku zde bylo popraviště. Na konci 19. století začal sloužit jako vojenské cvičiště a k tomuto účelu byl využíván ještě po druhé světové válce. Dodnes jsou na úbočích zřetelné zákopy. V letech 1966–1973 bylo na tomto doposud travnatém území vysazeno několik desítek tisíc stromů, vybudovány asfaltové cesty a lavičky. Postupně zde vyrostl centrální městský park o rozloze zhruba 70 ha. Park Šibeník zde vznikl v souvislosti s výstavbou nového města jako ústřední park pro panelová sídliště vyrůstající od konce 60. let kolem něj.
V 80. letech byla v parku vybudována dvě dětská hřiště (vláček s pískovištěm v severovýchodní části a betonové prolézačky v jižní části). Další hřiště zde vzniklo na konci 80. let, jeho symbolem se stal dřevěný slon. V roce 2006 byl v jihozápadní části parku vybudován oplocený areál skatepark a hned za ním dirtová dráha pro extrémní cyklisty o celkové délce cca 200 m s pěti překážkami. Povrch dráhy je hlinitopísčitý. Ve stejné době proběhly i poslední úpravy v parku jako vybudování nových laviček a zpevněných cyklostezek, které doplňují původní asfaltové cesty.
Prostranství u křižovatky ulic Jana Palacha a Topolová v jižní části Šibeníku slouží jako místo pro stanoviště cirkusů.
Na nejvyšším bodě parku Šibeník v Mostě se nachází lanové centrum tvořené mezi stromy zavěšenými stezkami. Dominantou prostoru je dřevěná, 25 metrů vysoká rozhledna.

## Seznam parků v Mostě

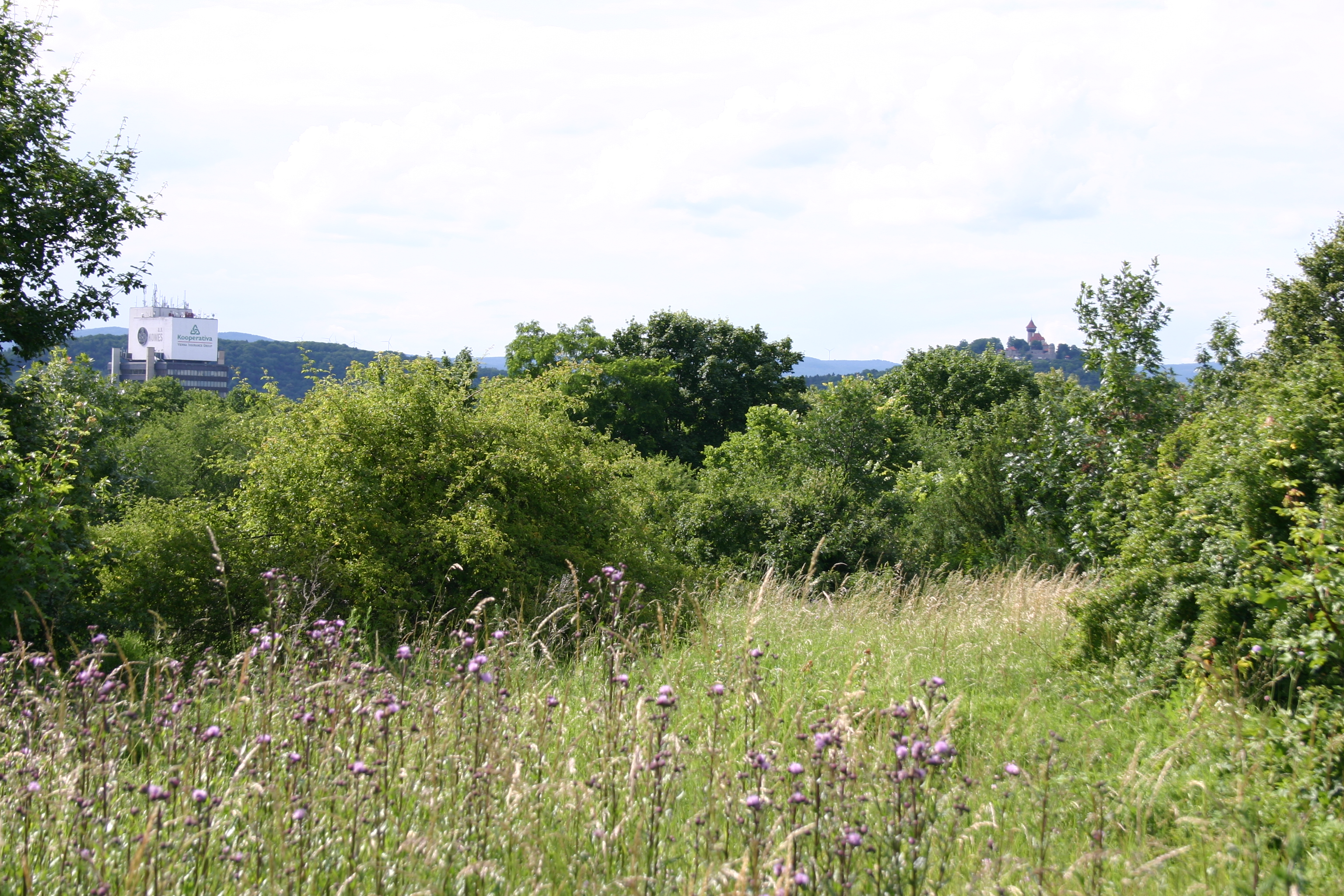
Střed parku s pohledem na kopec Hněvín a budovu SHD Komes